# Hat-tricks da Seleção Brasileira de Futebol

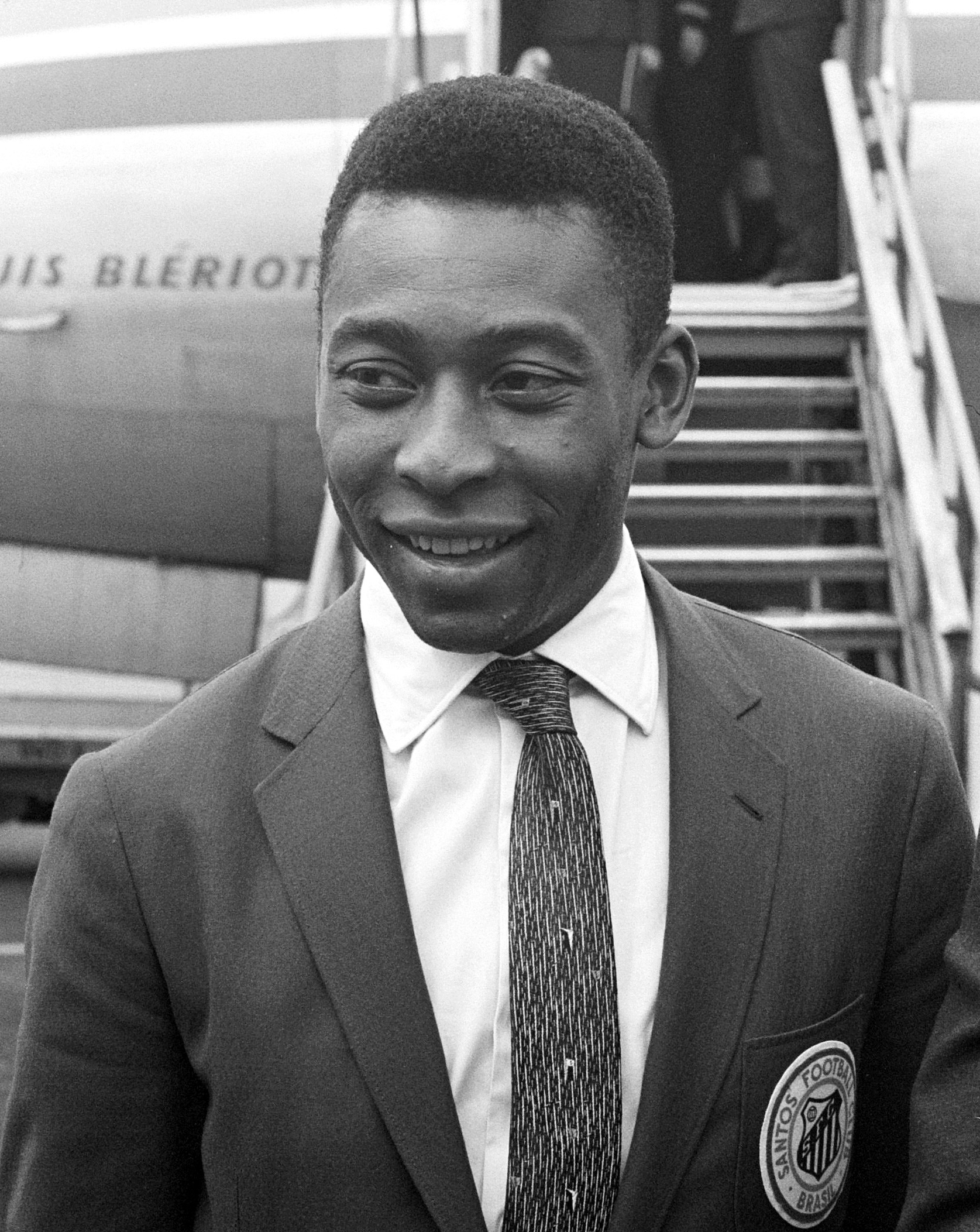
Pelé (imagem) é o atleta que mais fez hat-tricks pela Seleção Brasileira de Futebol.

Esta é uma lista de hat-tricks da Seleção Brasileira de Futebol. Considera-se um hat-trick quando um futebolista marca três ou mais gols durante uma mesma partida, sem contar gols em disputa de pênaltis após o término da partida. Durante toda a história da Seleção Brasileira, foram feitos apenas 54 hat-tricks, sendo que esses foram marcados em 53 partidas diferentes. O único embate que possuiu dois hat-tricks foi o confronto diante da Austrália em 1997, quando tanto Romário quanto Ronaldo marcaram três gols para a seleção sul-americana no triunfo por 6–0. Por curiosidade, em todas as partidas em que algum atleta do Brasil fez um hat-trick, a equipe saiu vitoriosa.
Em toda a história, apenas um atleta fez uma "Manita", ou seja, marcou cinco gols em uma mesma partida com a camisa da Seleção Brasileira. O fato ocorreu durante a Copa América de 1957, quando Evaristo de Macedo assim o fez diante da Colômbia na vitória por 9–0. Em sete ocasiões, jogadores marcaram quatro gols em um único jogo, sendo o último a fazer isto o atacante Neymar, na partida contra o Japão em um amistoso, em 2014. O jogador a mais marcar hat-tricks para a Seleção Brasileira foi Pelé, com sete, entre os anos de 1958 e 1965. A Seleção Chilena, por sua vez, é o adversário que mais concedeu hat-tricks para o Brasil, com oito, sendo que o primeiro também aconteceu diante dos chilenos, durante a Copa do Mundo FIFA de 1938, feito por Friedenreich.
A competição em que o Brasil mais fez hat-tricks foi na Copa América, com dezesseis, mesmo número que possuem as partidas amistosas. Pela Copa do Mundo FIFA, foram feitos hat-tricks em apenas três momentos. Leônidas da Silva marcou três gols diante da Polônia em 1938 na segunda partida com mais gols da história das Copas; Ademir Menezes fez quatro gols diante da Suécia em 1950; e Pelé fez três contra a França em 1958. O último hat-trick de um jogador brasileiro em uma partida da seleção ocorreu em 2020, quando Neymar fez três gols diante do Peru no triunfo de 4–2 pelas Eliminatórias da Copa de 2022.

## Gols

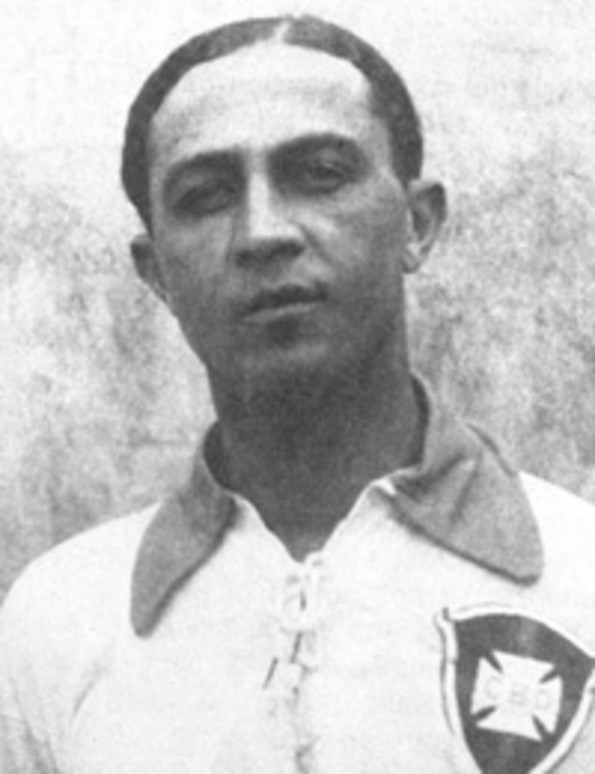
Arthur Friedenreich (imagem), o primeiro atleta a marcar um hat-trick pela Seleção Brasileira.

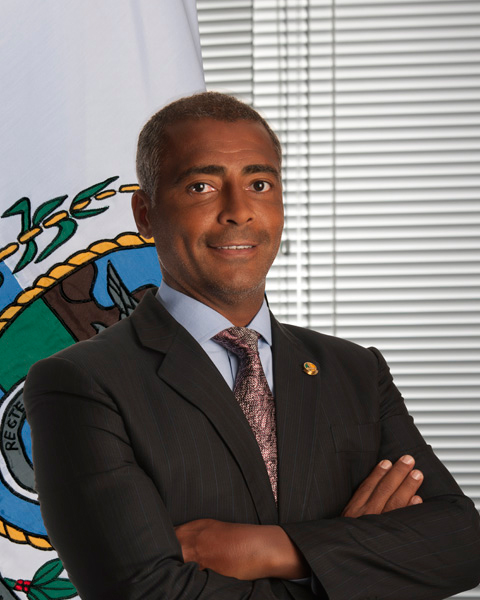
Romário (imagem), o segundo atleta a mais marcar hat-tricks pelo Brasil, com 5.

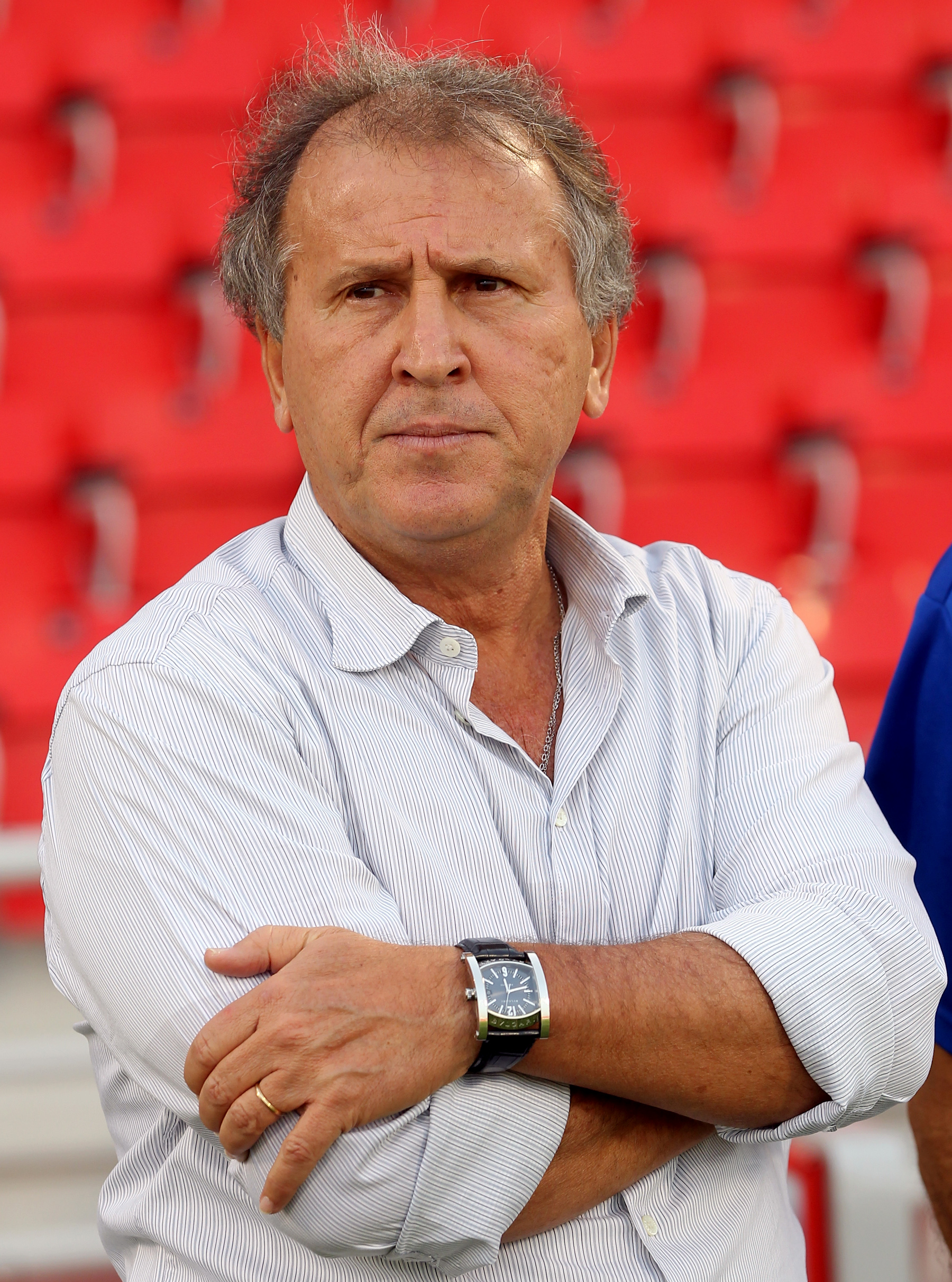
Zico (imagem), o terceiro atleta a marcar mais hat-tricks pelo Brasil, com 4.

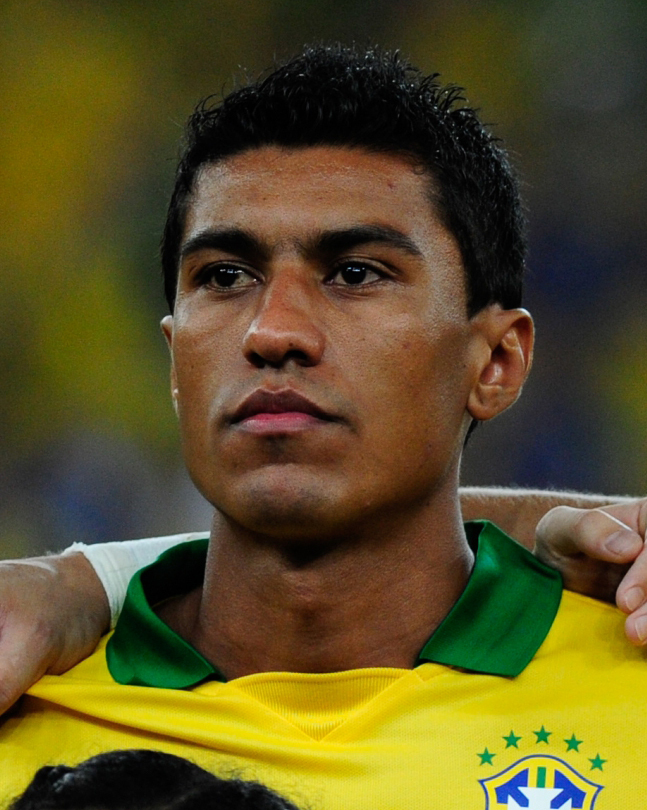
Paulinho (imagem), o penúltimo atleta a marcar um hat-trick pelo Brasil.

Legenda
| Cor | Significado                                           |
| --- | ----------------------------------------------------- |
|     | Indica o atleta que marcou quatro gols em uma partida |
|     | Indica o atleta que marcou cinco gols em uma partida  |

| #  | Jogador           | Gols | Adversário     | Resultado | Data                    | Competição                    | Ref                 |
| -- | ----------------- | ---- | -------------- | --------- | ----------------------- | ----------------------------- | ------------------- |
| 1  | Friedenreich      | 3    | Chile          | 6–0       | 11 de maio de 1919      | Copa América 1919             |                     |
| 2  | Leônidas da Silva | 3    | Polónia        | 6–5       | 5 de junho de 1938      | Copa do Mundo 1938            | [ 4 ]               |
| 3  | Pirillo           | 3    | Chile          | 6–1       | 10 de janeiro de 1942   | Copa América 1942             | [carece de fontes?] |
| 4  | Pirillo           | 3    | Equador        | 5–1       | 31 de janeiro de 1942   | Copa América 1942             |                     |
| 5  | Jair Rosa Pinto   | 3    | Uruguai        | 4–0       | 17 de maio de 1944      | Amistoso                      |                     |
| 6  | Ademir Menezes    | 3    | Equador        | 9–2       | 21 de fevereiro de 1945 | Copa América 1945             |                     |
| 7  | Zizinho           | 4    | Chile          | 5–1       | 3 de fevereiro de 1946  | Copa América 1946             | [ 8 ]               |
| 8  | Nininho           | 3    | Bolívia        | 10–1      | 10 de abril de 1949     | Copa América 1949             |                     |
| 9  | Ademir Menezes    | 3    | Paraguai       | 7–0       | 11 de maio de 1949      | Copa América 1949             |                     |
| 10 | Ademir Menezes    | 4    | Suécia         | 7–1       | 9 de julho de 1950      | Copa do Mundo 1950            | [ 5 ]               |
| 11 | Julinho           | 4    | Bolívia        | 8–1       | 11 de março de 1953     | Copa América 1953             |                     |
| 12 | Didi              | 3    | Chile          | 4–2       | 13 de março de 1957     | Copa América 1957             |                     |
| 13 | Evaristo          | 5    | Colômbia       | 9–0       | 23 de março de 1957     | Copa América 1957             |                     |
| 14 | Pelé              | 3    | França         | 5–2       | 24 de junho de 1958     | Copa do Mundo 1958            | [ 6 ]               |
| 15 | Paulo Valentim    | 3    | Uruguai        | 3–1       | 26 de março de 1959     | Copa América 1959 (Argentina) | [ 9 ]               |
| 16 | Pelé              | 3    | Paraguai       | 4–1       | 29 de março de 1959     | Copa América 1959 (Argentina) | [ 10 ]              |
| 17 | Pelé              | 3    | Chile          | 7–0       | 17 de maio de 1959      | Taça Bernardo O'Higgins       | [ 11 ]              |
| 18 | Paulo             | 3    | Paraguai       | 3–2       | 5 de dezembro de 1959   | Copa América 1959 (Equador)   | [ 10 ]              |
| 19 | Pelé              | 3    | Egito          | 3–1       | 1 de maio de 1960       | Amistoso                      | [ 12 ]              |
| 20 | Pelé              | 3    | Argentina      | 5–2       | 16 de abril de 1963     | Copa Roca de 1963             | [ 13 ]              |
| 21 | Pelé              | 3    | França         | 3–2       | 28 de abril de 1963     | Amistoso                      | [ 13 ]              |
| 22 | Pelé              | 3    | Bélgica        | 5–0       | 2 de junho de 1965      | Amistoso                      |                     |
| 23 | Tostão            | 3    | Venezuela      | 5–0       | 10 de agosto de 1969    | Elim. Copa do Mundo 1970      | [ 14 ]              |
| 24 | Tostão            | 3    | Venezuela      | 6–0       | 17 de maio de 1969      | Elim. Copa do Mundo 1970      | [ 14 ]              |
| 25 | Zico              | 4    | Bolívia        | 8–0       | 14 de julho de 1977     | Elim. Copa do Mundo 1978      | [ 15 ]              |
| 26 | Zico              | 3    | Paraguai       | 6–0       | 17 de maio de 1979      | Amistoso                      | [ 16 ]              |
| 27 | Zico              | 3    | Bolívia        | 3–1       | 22 de março de 1981     | Elim. Copa do Mundo 1982      |                     |
| 28 | Zico              | 3    | Iugoslávia     | 4–2       | 30 de abril de 1986     | Amistoso                      | [ 17 ]              |
| 29 | Careca            | 4    | Venezuela      | 6–0       | 20 de agosto de 1989    | Elim. Copa do Mundo 1990      |                     |
| 30 | Raí               | 3    | Costa Rica     | 4–2       | 23 de setembro de 1992  | Amistoso                      | [ 18 ]              |
| 31 | Romário           | 3    | Honduras       | 8–2       | 8 de junho de 1994      | Amistoso                      | [ 19 ]              |
| 32 | Marques           | 3    | Gana           | 8–2       | 27 de março de 1996     | Amistoso                      |                     |
| 33 | Ronaldo           | 3    | Lituânia       | 3–1       | 16 de outubro de 1996   | Amistoso                      | [ 20 ]              |
| 34 | Romário           | 3    | México         | 4–0       | 30 de abril de 1997     | Amistoso                      |                     |
| 35 | Romário           | 3    | Austrália      | 6–0       | 21 de dezembro de 1997  | Copa das Confederações 1997   |                     |
| 36 | Ronaldo           | 3    | Austrália      | 6–0       | 21 de dezembro de 1997  | Copa das Confederações 1997   |                     |
| 37 | Élber             | 3    | Equador        | 5–1       | 14 de outubro de 1998   | Amistoso                      |                     |
| 38 | Ronaldinho Gaúcho | 3    | Arábia Saudita | 8–2       | 1 de agosto de 1999     | Copa das Confederações 1999   |                     |
| 39 | Rivaldo           | 3    | Argentina      | 4–2       | 3 de setembro de 1999   | Amistoso                      | [ 21 ]              |
| 40 | Romário           | 3    | Bolívia        | 5–0       | 3 de setembro de 2000   | Elim. Copa do Mundo 2002      | [ 22 ]              |
| 41 | Romário           | 4    | Venezuela      | 6–0       | 8 de outubro de 2000    | Elim. Copa do Mundo 2002      | [ 23 ]              |
| 42 | Ronaldo           | 3    | Argentina      | 3–1       | 2 de junho de 2004      | Elim. Copa do Mundo 2006      | [ 24 ]              |
| 43 | Adriano           | 3    | Costa Rica     | 4–1       | 11 de julho de 2004     | Copa América 2004             | [ 25 ]              |
| 44 | Ronaldinho Gaúcho | 3    | Haiti          | 6–0       | 18 de agosto de 2004    | Amistoso                      | [ 26 ]              |
| 45 | Adriano           | 3    | Chile          | 5–0       | 4 de setembro de 2005   | Elim. Copa do Mundo 2006      | [ 27 ]              |
| 46 | Robinho           | 3    | Chile          | 3–0       | 1 de julho de 2007      | Copa América 2007             | [ 28 ]              |
| 47 | Luís Fabiano      | 3    | Portugal       | 6–2       | 19 de novembro de 2008  | Amistoso                      | [ 29 ]              |
| 48 | Nilmar            | 3    | Chile          | 4–2       | 9 de setembro de 2009   | Elim. Copa do Mundo 2010      | [ 30 ]              |
| 49 | Neymar            | 3    | China          | 8-0       | 10 de setembro de 2012  | Amistoso                      | [ 31 ]              |
| 50 | Neymar            | 3    | África do Sul  | 5-0       | 5 de março de 2014      | Amistoso                      | [ 32 ]              |
| 51 | Neymar            | 4    | Japão          | 4–0       | 14 de outubro de 2014   | Amistoso                      | [ 3 ]               |
| 52 | Phillipe Coutinho | 3    | Haiti          | 7–1       | 8 de junho de 2016      | Copa América 2016             | [ 33 ]              |
| 53 | Paulinho          | 3    | Uruguai        | 4–1       | 23 de março de 2017     | Elim. Copa do Mundo 2018      | [ 34 ]              |
| 54 | Neymar            | 3    | Peru           | 4-2       | 13 de outubro de 2020   | Elim. Copa do Mundo 2022      | [ 7 ]               |

## Estatísticas

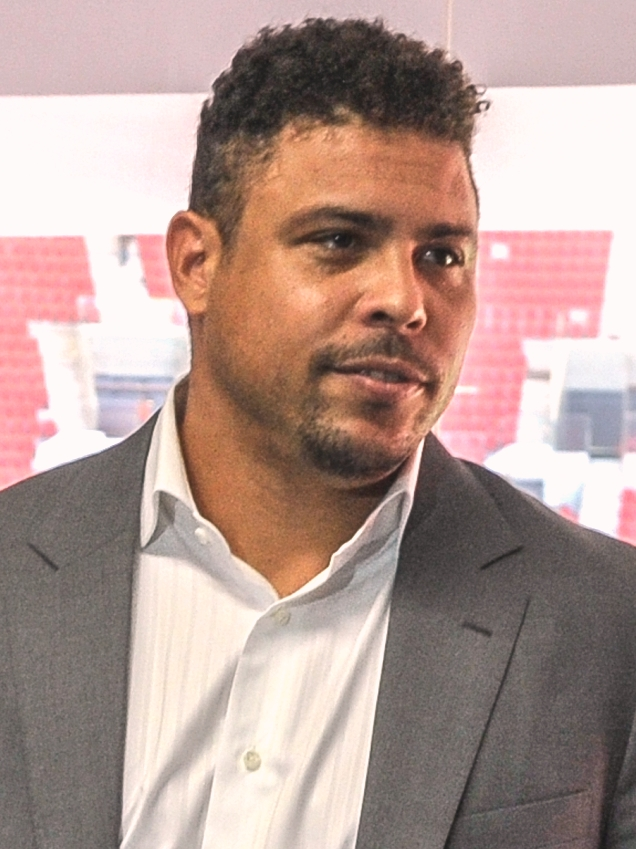
Ronaldo (imagem), marcou três hat-tricks em três competições diferentes.

| Adversário     | Hat-tricks |
| -------------- | ---------- |
| África do Sul  | 1          |
| Arábia Saudita | 1          |
| Argentina      | 3          |
| Austrália      | 2          |
| Bélgica        | 1          |
| Bolívia        | 5          |
| Chile          | 8          |
| China          | 1          |
| Colômbia       | 1          |
| Costa Rica     | 2          |
| Equador        | 3          |
| Egito          | 1          |
| França         | 2          |
| Gana           | 1          |
| Haiti          | 2          |
| Honduras       | 1          |
| Iugoslávia     | 1          |
| Japão          | 1          |
| Lituânia       | 1          |
| México         | 1          |
| Paraguai       | 4          |
| Peru           | 1          |
| Polónia        | 1          |
| Portugal       | 1          |
| Suécia         | 1          |
| Uruguai        | 3          |
| Venezuela      | 4          |
| Total          | 54         |

| Competição                          | Hat-tricks |
| ----------------------------------- | ---------- |
| Copa América                        | 16         |
| Amistosos                           | 18         |
| Eliminatórias da Copa do Mundo FIFA | 12         |
| Copa do Mundo FIFA                  | 3          |
| Copa das Confederações              | 3          |
| Copa Roca                           | 1          |
| Taça Bernardo O'Higgins             | 1          |
| Total                               | 54         |

| Jogador            | Hat-tricks |
| ------------------ | ---------- |
| Pelé               | 7          |
| Zico               | 4          |
| Romário            | 4          |
| Neymar             | 4          |
| Ademir de Menezes  | 3          |
| Ronaldo            | 3          |
| Sylvio Pirillo     | 2          |
| Evaristo de Macedo | 2          |
| Tostão             | 2          |
| Ronaldinho Gaúcho  | 2          |
| Adriano            | 2          |